# Maurice Regnaut
Maurice Regnaut, né le 23 janvier 1928 à Soncourt-sur-Marne (en Haute-Marne) et mort le 12 juin 2006 à Corbeil-Essonnes, est un poète français, un traducteur, un essayiste, un romancier, un auteur de théâtre et un dramaturge. Germaniste, il a enseigné la littérature générale et comparée à l’Université des sciences humaines de Strasbourg de 1970 à 1989. Spécialiste notamment de William Shakespeare et de Rainer Maria Rilke, il est l’un des premiers traducteurs en France de Bertolt Brecht et de l’écrivain hongrois Dezső Kosztolányi.
Ancien rédacteur de la revue Théâtre populaire et membre du comité de rédaction de la revue Action poétique, il a été l’ami d’Arthur Adamov ainsi que de Bernard Dort.
Il a publié de nombreux textes dans Théâtre/Public et dans Action poétique, entre autres.
Sur sa pierre tombale est écrit : « Un être sur la terre est passé qui parlait ».

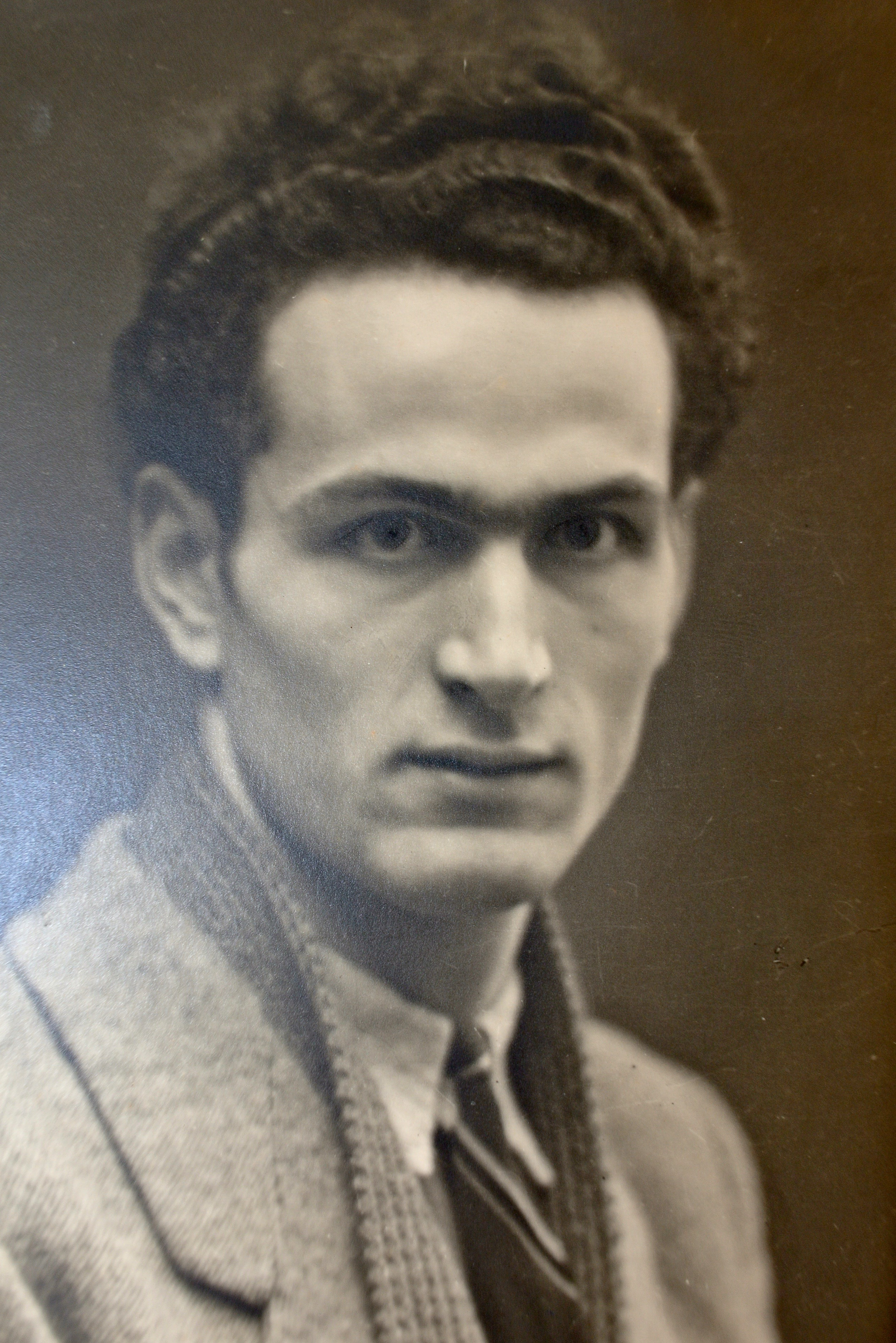
Maurice Regnaut en 1947

## Biographie

### Famille
Fils d’Aristide Regnaut, bûcheron, et Cécile Perrin, paysanne, de parents fermiers, après deux filles (Simone et Mauricette) et avant Colette, il passe son enfance à Soncourt puis à Suzannecourt, la famille modeste déménageant souvent. Les parents d’Aristide, Camille Regnaut et Ernestine née Parisot, habitaient à Sexfontaines (près de Colombey-les-Deux-Églises).
Il s'est marié trois fois : avec Françoise Regnaut née Gahide (1957-1970, avec pour témoins respectifs Bernard Dort et Jacqueline Risset), avec Myrtil Laclôtre (1972-1988, témoins Jacquie Adamov et Bernard Leuilliot), et avec Fabienne Zimmermann (1990, décédée en 2005). Trois enfants sont nés du premier mariage, et deux du deuxième.

### Formation
Trois rencontres décisives ont orienté sa vie de poète : James Marangé, Stéphane Mallarmé, Louis Aragon.

Cet élève surdoué faillit aller travailler avec son père, mais son destin a été orienté in extremis par son instituteur James Marangé (secrétaire général de la FEN de 1967 à 1974, originaire lui aussi de Soncourt, et dont la tombe jouxte la sienne) : 
« J’avais neuf élèves dans la classe de certificat. L’année suivante [1941], ils ont tous réussi. Ce qui m’a ensuite énormément facilité la tâche. J’ai même eu la chance d’avoir un élève extraordinaire, difficile sur le plan de la discipline, mais d’une intelligence hors du commun. Pour avoir la paix, car il était impossible que les autres suivent son rythme, j’étais arrivé à lui faire résoudre des équations du second degré. Forçant quelque peu la main à sa famille, je l’ai présenté au concours des bourses. Après l’école primaire supérieure, il est allé à l’École normale. C’est mon intervention en commission paritaire qui lui a permis d’obtenir ensuite une bourse de continuation d’études, de préparer et d’entrer à l’École normale supérieure de Saint-Cloud. Il enseigne maintenant en faculté. Je peux dire, sans fausse modestie, que je suis à l’origine de sa carrière. C’est une de mes plus belles satisfactions professionnelles. »
Entré en sixième en cours d'année, il apprend le programme d’allemand en une nuit. Deux ans plus tard, il découvre par hasard dans une libraire la Vie de Mallarmé, d’Henri Mondor, « manuel pour moi d’un culte à jamais fondateur » : 
« Et le lendemain, j’avais réuni l’argent, j’ai acheté ce livre, et le lendemain j’ai commencé, cette vie, à la connaître, et le lendemain j’ai su, moi, que ma vie était devenue à tout jamais ma vie à moi, ma vie elle-même, et dès le lendemain je ne faisais plus que lire et relire et combien de fois, combien, ce premier tome […] Mallarmé, mon maître, en effet, mon seul, […]. »*

### Débuts
Il écrit ses premiers poèmes à partir de 1943 et son premier recueil De la même forme que l’eau paraît sous le pseudonyme de Julien (René Debresse éditeur, Paris, 1954), qu’il gardera jusqu’en 1956 (dans Les Lettres françaises n° 602 de janvier 1956 il signe Julien et dans Les Lettres françaises n° 665 d’avril 1957 il abandonne ce pseudonyme).

La troisième rencontre décisive est celle de Louis Aragon, directeur des Lettres françaises, auquel le jeune poète adresse en 1955 un courrier en envoyant une Ode actuelle. Une correspondance s’ensuivra jusqu’en 1965. Il est l’un des six poètes (avec  Bernard Vargaftig, Jacques Garelli, Pierre Lartigue, Jacques Roubaud, André Liberati) pour lesquels Louis Aragon a organisé la mémorable soirée « Six poètes et une musique de maintenant » au théâtre Récamier en décembre 1965. Francis Arnault, Édith Scob et Antoine Vitez y ont lu Pacific Air Command, poème repris dans Intermonde, recueil publié en 1974 par P. J. Oswald. Aragon écrit dans les Lettres françaises : 
« Car pour nous, Maurice Regnaut n’est pas un inconnu, c’est un homme qu’on ignore, parce que nous vivons au temps des sourds. »
En 1958 il publie son premier roman, La Chambre à four (Éditions du Seuil), et sa première pièce, « La nouvelle constitution », dans Théâtre de société avec Arthur Adamov et Guy Demoy (Éditeurs français réunis). Cette pièce fut écrite au cours d’un mois de villégiature commune à Toulon l’été 1958.
D’octobre 1956 à février 1957 il est rappelé dans la guerre d’Algérie, où il se lie d’amitié avec Bernard Dort, l'un des principaux animateurs de la revue Théâtre populaire, qui favorise la connaissance du théâtre de Bertolt Brecht, de Jean Genet et d’Arthur Adamov. C’est par Dort qu’il se lie d’amitié avec Adamov, surnommé Ern. Il traduit le théâtre de Brecht et met en scène avec André Steiger la création en France de La Bonne Âme de Se-Tchouan au théâtre Récamier en 1960.
Il réalise la dramaturgie de plusieurs mises en scène par Pierre-Étienne Heymann, pour Marat/Sade de Peter Weiss en 1972, pour Saint-Nicolas mon bon patron d’Anne Perry-Bouquet en 1974, et pour Le Ping-pong d’Arthur Adamov en 1975.

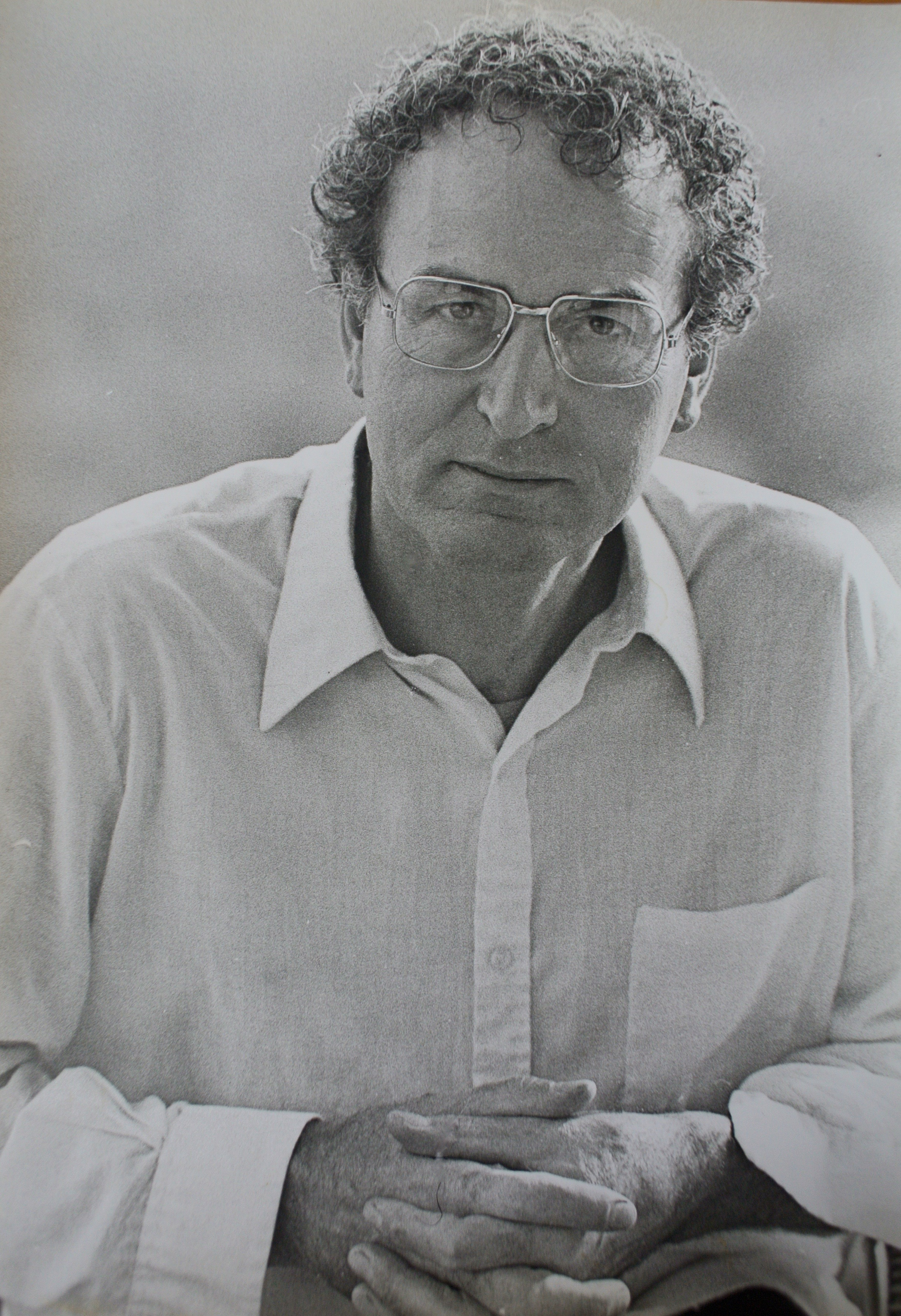
Maurice Regnaut en 1979 (photo M. Laclôtre-Regnaut)

Il publie ses poèmes dans Action poétique, du n° 30 (1966) au n° 207-210 (2012). Il en a été membre du comité de rédaction de 1968 à 1999 aux côtés des poètes Henri Deluy, Pierre Lartigue, Charles Dobzynski, Paul Louis Rossi, Bernard Vargaftig, Lionel Ray, Alain Lance, Claude Adelen, et bien d'autres.

### Carrière
Reçu major au concours d’entrée à l’École normale d’instituteurs en 1944, il démissionne en 1947 pour vivre à Paris chez sa sœur. Reçu à l’ENS de Saint-Cloud puis au CAPES, il est nommé au lycée d’Albert (Somme). Après une année où il y enseigne tout en habitant à Paris, il obtient un congé de formation au concours d’inspecteur primaire (sans aucune intention de le réussir) puis une année de disponibilité en 1960-1961 pour se consacrer au théâtre et à la dramaturgie. Ayant dû reprendre son poste à Albert et déménager à Amiens, il sombre dans une grave dépression qui nécessite un séjour d’un mois en « cure de sommeil » à l’hôpital psychiatrique d’Amiens (hiver 1962-1963).
Nommé en 1963 au lycée Blaise Pascal à Orsay (alors Seine-et-Oise), il y enseigne jusqu’en 1970. Puis il est muté à la faculté de Strasbourg, suivant d’un an le parcours de son collègue d’Orsay et ami Bernard Leuilliot. Il soutient sa thèse de doctorat en 1976, « La dramaturgie brechtienne en France : Adamov entre Artaud et Brecht ».
À la retraite, il se consacre à ses écrits, en compagnie de sa jeune épouse Fabienne Regnaut qui lui conçoit son site Internet pour y éditer son œuvre, de retour de deux années de formation de webmaster à Stanford en Californie avec lui (1990-1992).
Son enseignement a fortement marqué plusieurs générations d’étudiants, qui en ont témoigné dans des articles, et dont certains sont devenus de proches amis.

## Œuvres
Si une grande partie de l’œuvre de Maurice Regnaut est restée inédite de son vivant en raison de sa singularité même (« Je n’ai jamais été de ce vingtième siècle »), elle ne peut être considérée comme de moindre valeur car :  
« J’ai assez lu, assez étudié, assez réfléchi pour savoir aujourd’hui ce qu’est une œuvre sans valeur. Si la mienne est telle, aucun repentir, je la détruirai. » 
De 1996 à 2004 il renonce à son nom de famille et signe « maurice » (sans majuscule) son recueil LBLBL (paru en 2001 aux éditions Dumerchez) et Charade Événementaire avec Cueco (paru en 2004 aux éditions Dumerchez).

### Poésie
Les textes suivis d’un astérisque sont publiés, intégralement ou en extraits, sur le site de l’auteur www.maurice-regnaut.com.

#### Publications
Légende, in La Nouvelle Critique, mai 1968, et Incertain Regard, 2010
66-67, éditions P.J. Oswald, 1970
Ternaires, éditions P.J. Oswald, 1971, Sept ternaires, AEncrages & Co, 1988, et inédit 2005 *
Intermonde, éditions P.J. Oswald, 1974
Recuiam, éditions Ipomée, 1985 *
LBLBL, éditions Dumerchez, 2001 *
Charade Événementaire, éditions Dumerchez, 2004 *
Nous, éditions Dumerchez, 2006
Aternel, éditions Au Salvart, 2022

#### Inédits
Écoute, 1989
Autogrammes, 2003
Prétextes
76
Bamba, 1994
Toi
Ses poèmes ont été traduits dans des anthologies en langues étrangères :
Allemand : Französische Lyrik der Gegenwart, Verlag Volk und Welt, Berlin, 1979.
Russe : Novye golossa, éditions Progress, 1981.
Persan (bilingue) : La poésie contemporaine française 1950-2004, Éditions Saless, Téhéran, 2005.

### Théâtre

#### Publications
La nouvelle constitution, in Théâtre de société, Éditeurs français réunis, 1958
Pacifique Chili, éditions P.J. Oswald, 1974
Flaminal Valaire, éditions J.-C. Lattès, 1980
Le mot-lumière, dans la revue Europe n° 648, 1983
Merde et Sang, 1989, paru en 2007, en texte intégral, dans la revue ThéâtreS n° 25, publiée par les Presses universitaires de Rennes

#### Inédits
X
Doyen pour doyenne
Ballade du roi qui fut trahi
Cinq fois deux *
Musique à mort, 1982 *
Vindex, 1973
Mourir Marelle, 1999

#### Réalisations théâtrales
Pacifique Chili, mise en scène de Pierre-Étienne Heymann, Amiens (1974)
Flaminal Valaire, lu à France Culture (1980), mise en scène de Jacques Kraemer, festival d’Avignon in (1980)
Musique à mort, lu à la Rose des Vents à Villeneuve-d’Ascq (1983), et au Théâtre national de Strasbourg (1994)
Le Mot-Lumière, mise en scène de René Breuil à la Rose des Vents (1983)
Cinq fois deux, lu au TNS de Strasbourg (1985) et à Poitiers.
Merde et sang, enregistré au festival d’Avignon (1993) et diffusé sur France Culture en septembre 1993

### Romans/récits

#### Publications
La chambre à four, éditions du Seuil, 1958
Autojournal, éditions P.J. Oswald, 1970
M – Autobiographie du jeune poète, éditions Toiles & poèmes, 2021

#### Inédits
La mort de Tamaro, 1962
Ce merveilleux Clairval
Erreur humaine, 1992 *
Bonne nuit soleil, 1996 *
Le dernier mot *
Suite nocturne, 1997
Milouatt et Pixelle, 2002
Appassionata (correspondance), 1984-1987
À ma Poune (cartes postales légendées), 1990-1992 *

### Essais

#### Publications
Sur, éditions P.J. Oswald, 1975 *
« Saint Pâtissier, mon bon Patron » in Texte Programme de Saint-Nicolas, mon bon Patron d’Anne Perry-Bouquet, Stock, collection Théâtre Ouvert, 1973
« Expropriation : appropriation » in Les Spectacles de la Vallée du Rhône et le Théâtre de la Planchette jouent Arthur Adamov, Cahiers de la production théâtrale n° 10, Maspero, 1975

#### Inédits
Quant à, 1994-1997 *
HB (Hugo Baudelaire), 1970-1997 *
Sésame et caverne, 2000
Articles *

### Traductions

#### Bertolt Brecht (éditions de l’Arche)
La mère
Grand-peur et misère du IIIe Reich
Antigone
Lux in tenebris
Le débit de pain
Rien à tirer de rien
Histoires d’almanach
Histoires de monsieur Keuner
Poèmes (dans chacun des 9 tomes parus) *

#### Rainer Werner Fassbinder (éditions de l’Arche)
Preparadise sorry now *

#### Rainer Maria Rilke (éditions Gallimard-La Pléiade)
La princesse blanche
Le chant de l’amour et de la mort du cornette Christophe Rilke
Les Sonnets à Orphée *

#### Dezsö Kosztolányi
Le traducteur cleptomane, éditions Alinéa, 1985, puis Viviane Hamy, 1994 *
Cinéma muet avec battements de cœur, éditions Souffles, 1988, puis Cambourakis, 2013 *
Alouette, éditions Viviane Hamy, 1991 *

#### Hans Magnus Enzensberger
Mausolée (Prix Nelly Sachs de la traduction), éditions Alinéa , 1988, puis Gallimard, 2007 *
H. M. Enzensberger, Toutes peaux tous poils
Giorgio Baffo, Sonnets érotiques, collection « Selon », Action poétique, 1983 *
Trois poètes hongrois, Kalnoky, Pilinszky, Weöres, collection « Selon », Action poétique, 1985 *
H. Günte Michelsen, Quotidien
Sarah Kirsch *
Tibor Zalan, Amy Karolyi, Dezso Tandori, Zsuzsa Takacs, Agnes Nemes Nagy, Sandor Csoori, György Raba, Miklos Veress
Il est l’auteur de la postface d’une anthologie d’essais français en langue allemande réalisée avec Alain Lance : « Ein intellektuelles Gedicht. Essay über den französischen Essay », Französische Essays der Gegenwart, Éditions Volk und Welt, Berlin, 1985.